# نصب فيكتوريا التذكاري
نصب فيكتوريا التذكاري (باللغة الانجليزية:Victoria Memorial, London
) هو نصب تذكاري للملكة فكتوريا،يقع أمام قصر بكنجهام في مدينة لندن. تم تصميمه مابين سنة 1901 و1924.

## معرض صور

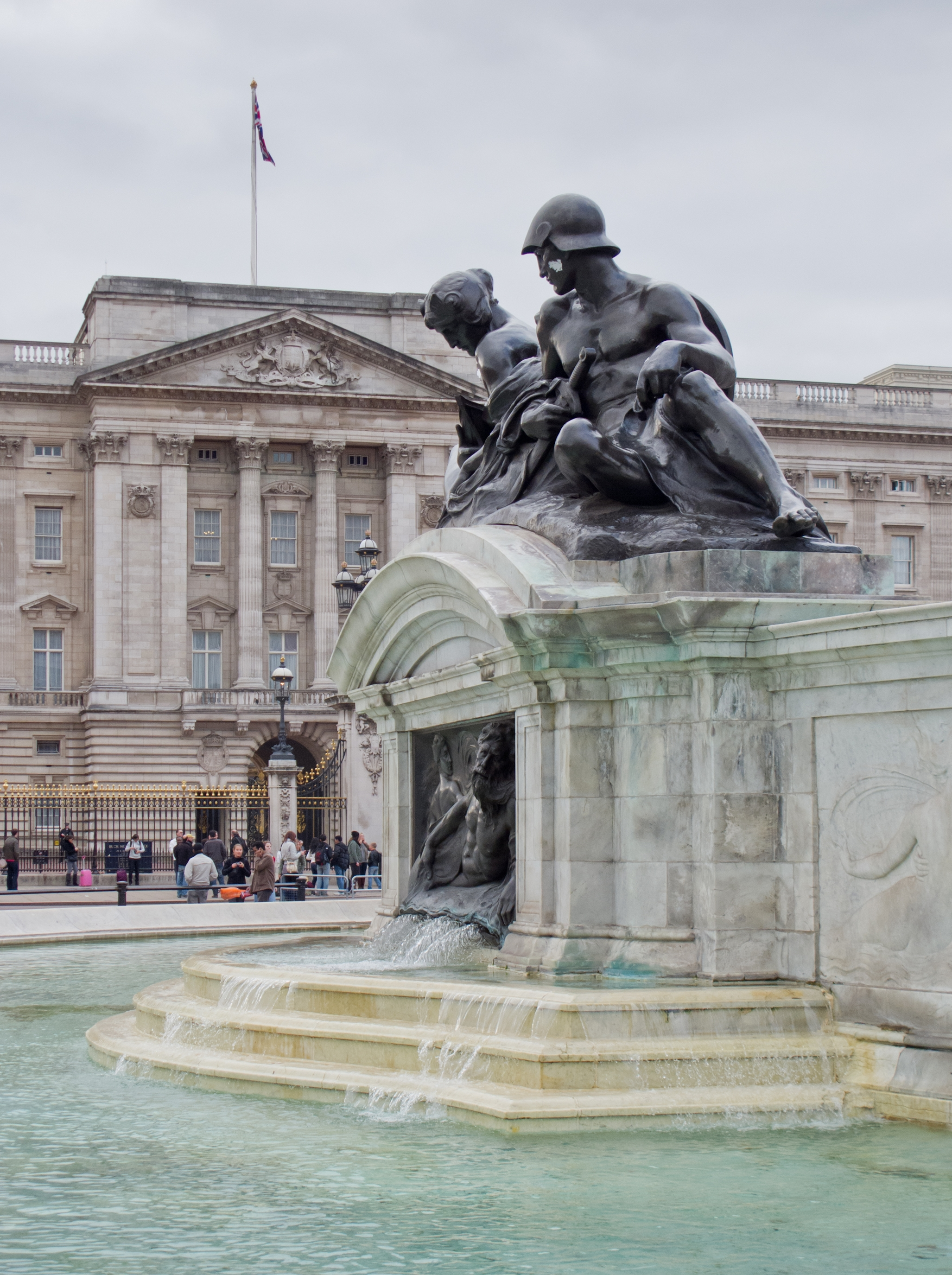
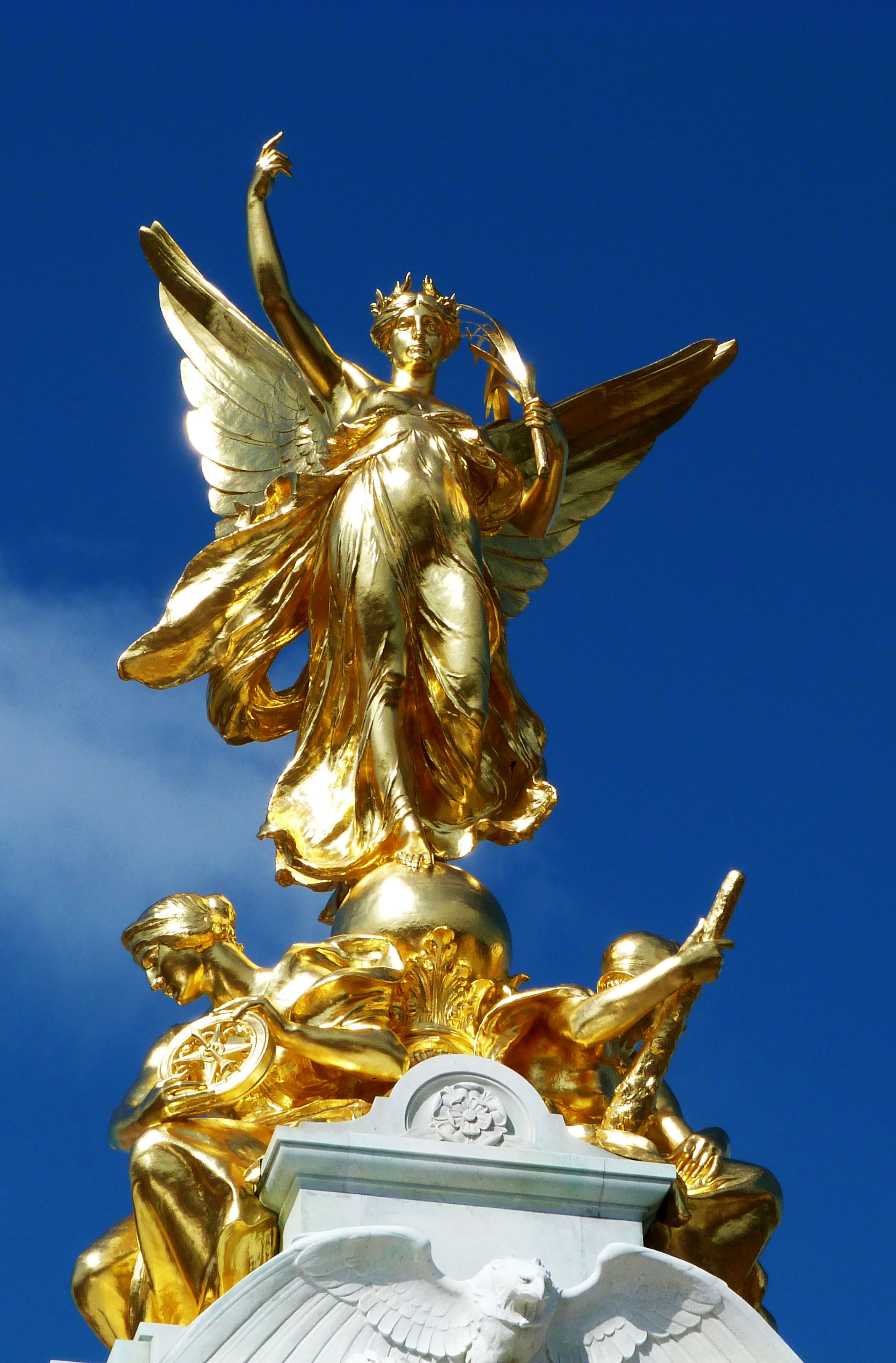
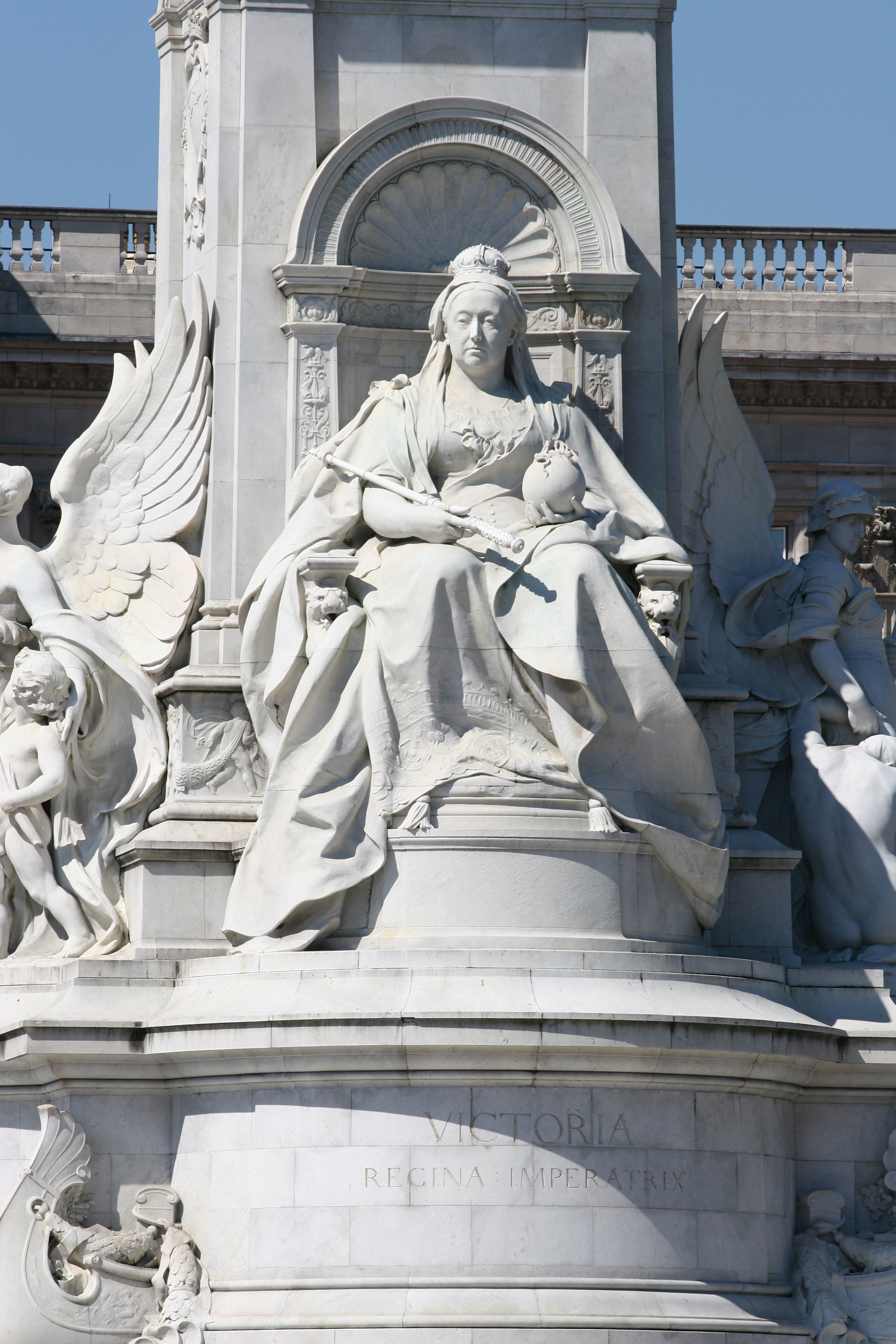
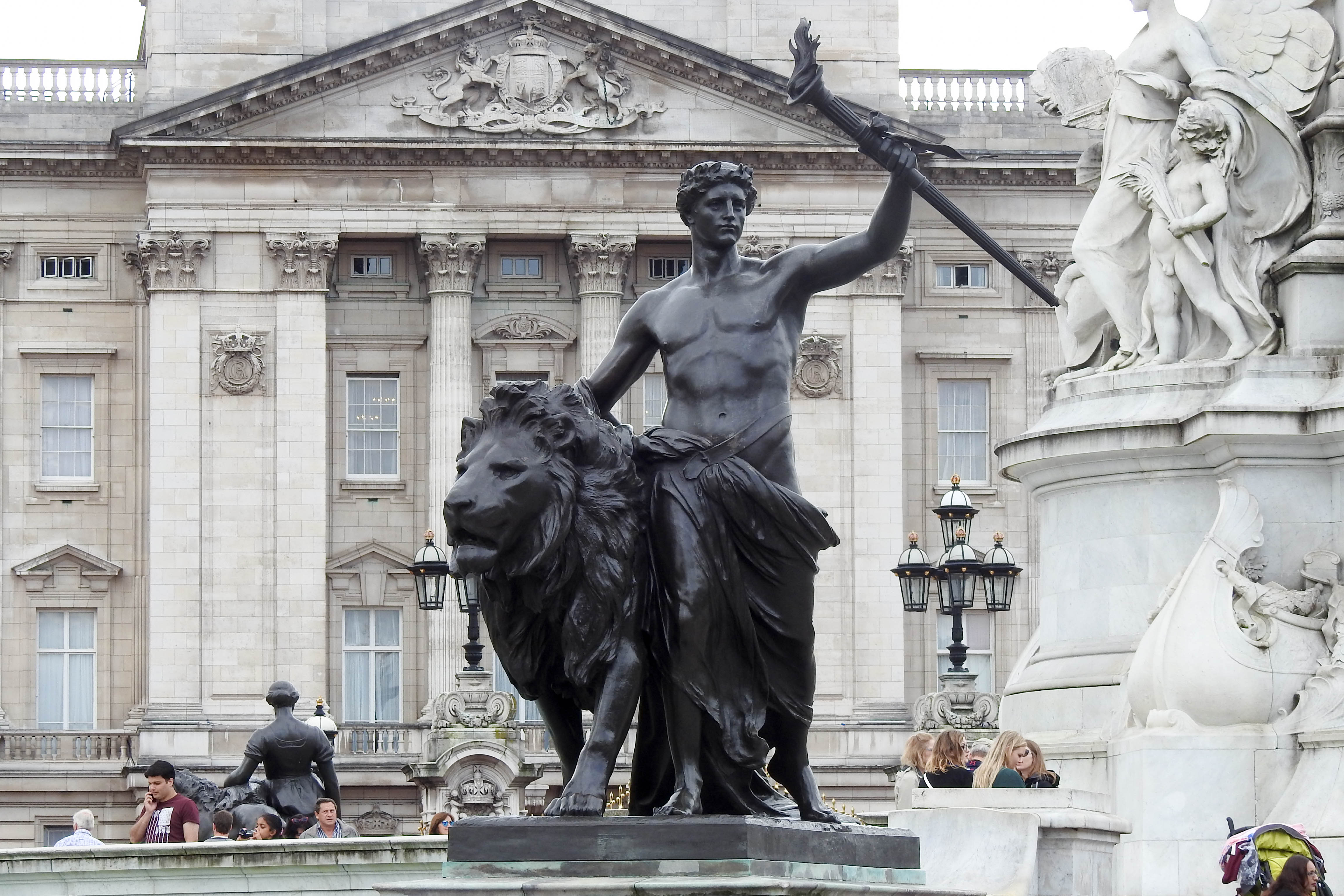
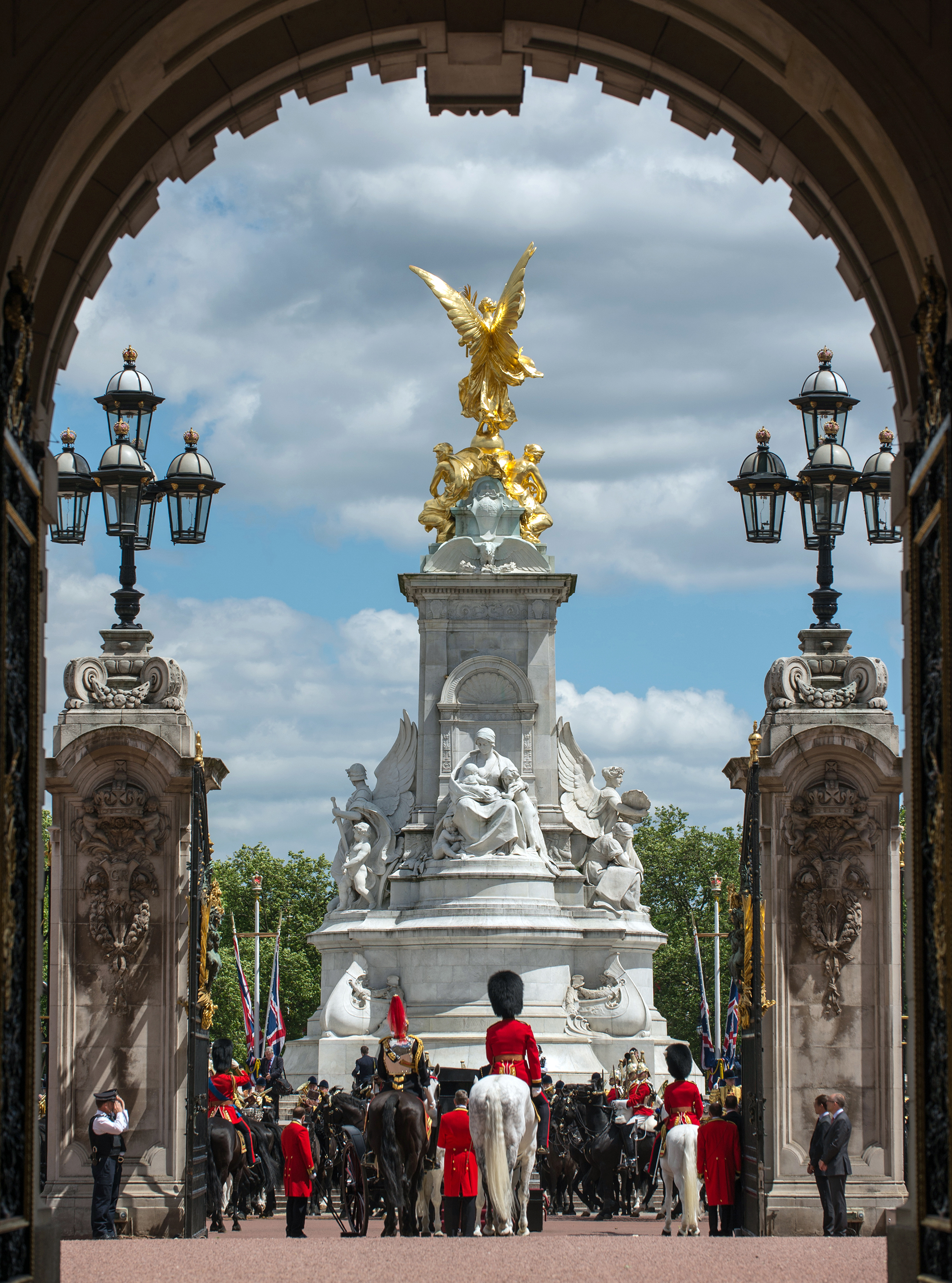